# Beatie Edney
Beatrice Emma 'Beatie' Edney (Londen, 23 oktober 1962) is een Britse actrice.

## Biografie
Edney werd geboren in Londen als dochter van actrice Sylvia Syms. 
Edney begon in 1970 als jeugdactrice met acteren in de film A Day at the Beach, waarna zij nog meerdere rollen speelde in films en televisieseries.

## Filmografie

### Films
Uitgezonderd korte films.
- 2022: Save the Cinema - als mrs. Griffiths
- 2021: The Pie Shop - als Babs
- 2019: National Theatre Live: Small Island - als tante Dorothy
- 2019: NYET! - a Brexit UK Border Farce - als Liz
- 2008: In Your Dreams - als Zoe
- 2008: Miss Pettigrew Lives for a Day - als mrs. Brummegan
- 2006: Kenneth Williams: Fantabulosa! - als Joan Sims
- 2002: The Biographer - als Lynne Morton
- 2000: Highlander: Endgame - als Heather MacLeod
- 1998: Bloodlines: Legacy of a Lord - als Kate Manning
- 1995: The Affair - als Esther
- 1995: Prime Suspect: The Lost Child - als Susan Covington
- 1994: MacGyver: Trail to Doomsday - als Natalia
- 1994: Mesmer - als Marie Antoinette
- 1993: In the Name of the Father - als Carole Richardson
- 1990: The Lilac Bus - als Dee
- 1990: Mister Johnson - als Celia Rudbeck
- 1989: Wild Flowers - als Sadie
- 1989: Just Another Secret - als Anneliese
- 1989: Trouble in Paradise - als Ann Kusters
- 1988: A Handful of Dust - als Marjorie
- 1988: Onassis: The Richest Man in the World - als Tina
- 1987: Diary of a Mad Old Man - als Simone
- 1986: Highlander - als Heather MacLeod
- 1970: A Day at the Beach - als Winnie

### Televisieseries
Uitgezonderd eenmalige gastrollen.
- 2022: Am I Being Unreasonable? - als Carol - 2 afl.
- 2015-2019: Poldark - als Prudie - 42 afl.
- 2015-2016: The Coroner - als Judith Kennedy - 20 afl.
- 2013: Lewis - als Justine Skinner - 2 afl.
- 2005: Messiah: The Harrowing - als Grace Eccleshall - 3 afl.
- 1995-1998: Dressing for Breakfast - als Louise - 21 afl.
- 1996: The Tenant of Wildfell Hall - als Annabella - 2 afl.
- 1994: Hard Times - als Louisa Gradgrind - 4 afl.
- 1989: The Free Frenchman - als Jenny Trent - 2 afl.
- 1989: The Dark Angel - als Maud Ruthyn - 3 afl.
- 1986: Lost Empires - als Nancy Ellis - 4 afl.

- Bibsys: 8082095
- Biblioteca Nacional de España: XX5548227
- Bibliothèque nationale de France: cb141745220 (data)
- International Standard Name Identifier: 0000 0000 5717 0829
- Library of Congress Control Number: no2012053505
- MusicBrainz: e4d554d8-d9f2-4900-89f2-0163d87d233c
- Nationale Bibliotheek van Tsjechië: pna2009482623
- Nationale Bibliotheek van Israël: 987011827727005171
- Nederlandse Thesaurus van Auteursnamen: 299126757
- Système universitaire de documentation: 152203990
- Virtual International Authority File: 85145161
- WorldCat: E39PBJm96RTf384MwdYwtyTbVC